# Jagiellonka Nieszawa
Jagiellonka Nieszawa – polski klub piłkarski z miasta Nieszawa (województwo kujawsko-pomorskie). Założony w 1932 roku. Największym sukcesem klubu z Nieszawy było zajęcie I miejsca w III lidze polskiej w sezonie 1996/1997. W sezonie 1997/1998 drużyna występowała w II lidze (zaplecze ówczesnej I ligi, dzisiejszej Ekstraklasy). Jagiellonka dwukrotnie w swojej historii dotarła do 1/16 finału Pucharu Polski na szczeblu centralnym. W 2013 roku klub rozwiązano.

## Początki nieszawskiego klubu
Początki klubu piłkarskiego w Nieszawie sięgają roku 1932, kiedy to na łamach miesięcznika „Strażak Pomorski” pojawiają się pierwsze informacje na temat drużyny piłkarskiej z Nieszawy powstałej przy miejscowej Ochotniczej Straży Pożarnej. Klub nie został nigdzie zarejestrowany, mecze rozgrywano z drużynami z sąsiednich miejscowości.

## Historyczne nazwy
Po zakończeniu II wojny światowej klub z Nieszawy został oficjalnie zarejestrowany jako Nieszawski Klub Sportowy „Ogniwo”. Nazwa ta funkcjonowała przez kolejne 3 lata. W latach 1948–1964 klub z Nieszawy działał pod nazwą „Sparta”. W 1964 roku klub ponownie zmienił nazwę: na Klub Sportowy „Wisła”. W 1970 w związku z przyłączeniem klubu do Ludowych Zespołów Sportowych klub zaczął działać pod nazwą LKS „Jagiellonka”.  W 1985 roku do nazwy „Jagiellonka” dodano człon „MZKS” (Międzyzakładowy Klub Sportowy). W latach 90. XX w. nazwę „MZKS” zastąpiono członem „NKS” (Nieszawski Klub Sportowy).

## Historia rozgrywek ligowych
- 1977-1978 A-klasa – VI poziom rozgrywkowy
- 1982-1983 Liga Okręgowa Konińsko-Włocławska – V poziom rozgrywkowy
- 1983-1986 A-klasa – VI poziom rozgrywkowy
- 1986- Liga Okręgowa Toruńsko-Włocławska – V poziom rozgrywkowy
- -1993 Liga Międzyokręgowa (woj. włocławskie, konińskie, płockie, skierniewickie) – IV poziom rozgrywkowy

Od sezonu 1993/1994 Jagiellonka Nieszawa występowała w III lidze (grupa łódzka). W latach 1993–1996 zajmowała miejsca w środku tabeli. Przełomowym sezonem w historii klubu okazał się sezon 1996/1997. Jagiellonka Nieszawa z dorobkiem 66 pkt zwyciężyła wówczas rozgrywki w III lidze i uzyskała awans do II ligi.
Debiut zespołu z Nieszawy w II lidze w sezonie 1997/1998 nie należał do udanych. Nieszawski klub ze względu na problemy finansowe był zmuszony przenieść rozgrywki drugoligowe do Włocławka (do klubu Włocłavia Włocławek, z którym ogłoszono fuzję). We Włocławku właśnie Jagiellonka rozgrywała domowe mecze. W przerwie zimowej ze względu na pogłębiające się kłopoty finansowe klub opuściło większość z zawodników. W związku z tym Jagiellonka ostatecznie wycofała się z rozgrywek, odłączając się od klubu z Włocławka, jednocześnie przekazując mu miejsce w lidze. Wobec tego w rundzie rewanżowej rozgrywki w II lidze kontynuowała Włocłavia Włocławek, która ostatecznie zajęła w lidze ostatnie miejsce z bilansem 5 punktów po 34 kolejkach (1 zwycięstwo, 2 remisy, 34 porażki).
W kolejnym sezonie 1998/1999 Jagiellonka Nieszawa ze względu na wycofanie się z rozgrywek drugoligowych została zdegradowana o dwa poziomy rozgrywkowe do IV ligi (makroregion Włocławek-Płock-Konin-Skierniewice). W pierwszych dwóch sezonach w IV lidze (1998/1999 oraz 1999/2000) Jagiellonka dwukrotnie zajmowała pierwsze miejsce w tabeli, rezygnując ostatecznie z występów w wyższej klasie rozgrywkowej. W 2000 r. po reorganizacji rozgrywek (nowy podział administracyjny kraju) klub z Nieszawy trafił do IV ligi grupy kujawsko-pomorskiej. W następnych dwóch sezonach Jagiellonka zajmowała odpowiednio trzecie oraz drugie miejsce. W sezonie 2002/2003 Jagiellonka Nieszawa ponownie wygrywa rozgrywki w IV lidze. Ze względu na kolejne kłopoty finansowe drużyna odmówiła promocji do III ligi, jednocześnie wycofując się z rozgrywek IV ligi. W ciągu 5-letniej historii w IV lidze Jagiellonka Nieszawa stała się dominatorem tych rozgrywek. Na 166 rozegranych meczów bilans klubu z Nieszawy wyglądał następująco: 106 zwycięstw, 39 remisów oraz 21 porażek.
W kolejnym sezonie ponownie w swojej historii Jagiellonka została zdegradowana o dwa poziomy rozgrywkowe. Klub trafił do klasy A (grupa Włocławek). Na tym szczeblu rozgrywek Jagiellonka rozgrywała dwa kolejne sezony (2003/2004 oraz 2004/2005) zajmując dwukrotnie drugie miejsce w końcowej tabeli, awansując ostatecznie do klasy okręgowej (V liga). W klasie okręgowej (grupa kujawsko-pomorska II) Jagiellonka Nieszawa występowała przez następne pięć sezonów. Po zakończeniu sezonu 2009/2010 w lipcu 2010 drużyna seniorska została wycofana z rozgrywek klasy okręgowej z powodu trudnej sytuacji finansowej klubu.
Po roku nieobecności w występach ligowych Jagiellonka ponownie zgłosiła drużynę do rozgrywek, tym razem do najniższej klasy B. Po dwóch rozegranych sezonach w tej klasie w 2013 klub ostatecznie został rozwiązany.

## Historia rozgrywek pucharowych (Puchar Polski)
- 1980 – zwycięstwo na szczeblu woj. włocławskiego (z Lechem Rypin), porażka w I rundzie na szczeblu centralnym (0:3 z Budowlani Słupca)
- 1993 – zwycięstwo na szczeblu woj. włocławskiego, zwycięstwo w I rundzie na szczeblu centralnym (2:0 z Elaną Toruń - lipiec 1993 r.), zwycięstwo w II rundzie (2:0 ze Stomilem Olsztyn - 25 sierpnia), zwycięstwo w III rundzie (1:1, po karnych 3:2 z Bałtykiem Gdynia - 15 września), porażka w IV rundzie (1/16 finału) 1:3 z ŁKS-em Łódź - 6 października
- 1995 – zwycięstwo na szczeblu woj. włocławskiego, zwycięstwo w rundzie wstępnej na szczeblu centralnym (2:0 z Unią Brzozów), zwycięstwo w I rundzie (1:0 z Górnikiem II Konin - 2 sierpnia 1995 r.), porażka w II rundzie (1:5 z Polonią Warszawa - 23 sierpnia 1995 r.)
- 1997 – zwycięstwo na szczeblu woj. włocławskiego, porażka w I rundzie na szczeblu centralnym (0:1 z Legią Chełmża - lipiec 1997 r.)
- 1998 – zwycięstwo na szczeblu województwa włocławskiego, zwycięstwo w rundzie wstępnej na szczeblu centralnym (3:1 z MKS-em Kutno - 24 lipca 1998 r.), zwycięstwo w I rundzie (7:0 z Górnikiem Kłodawa - 28 lipca 1998 r.), zwycięstwo w II rundzie (2:1 z Ceramiką Opoczno - 11 sierpnia 1998 r.), porażka w III rundzie (1:1, po karnych 4:5 z Aluminium Konin - 23 września 1998 r.)
- 1999 – zwycięstwo na szczeblu wojewódzkim (z Mieniem Lipno), I runda wolny los na szczeblu centralnym, zwycięstwo w II rundzie (4:0 z Elaną Toruń - 11 sierpnia 1999 r.), zwycięstwo w III rundzie (4:3 po dogrywce z KSZO Ostrowcem Świętokrzyskim 15 września 1999 r.), porażka w IV rundzie (1/16 finału) 1:2 po dogrywce ze Stalą Stalową Wolą 13 października.
- 2000 – zwycięstwo na szczeblu woj. Kujawsko-Pomorskiego, zwycięstwo w I rundzie na szczeblu centralnym (2:0 z Włókniarzem Konstantynowem Łódzkim - 9 września 2000 r.), porażka w II rundzie (0:3 z GKS Bełchatowem - 13 września 2000 r.)
- 2002 – zwycięstwo na szczeblu woj. Kujawsko-Pomorskiego (z Chemikiem/Zawiszą Bydgoszcz), porażka w I rundzie na szczeblu centralnym (0:4 z Wisłą Płock - 28 sierpnia 2002 r.)
- 2003 – porażka w 1/4 finału na szczeblu woj. Kujawsko-Pomorskiego (z Piastem Złotniki Kujawskie).
- 2004 – porażka w 1/2 finału na szczeblu woj. Kujawsko-Pomorskiego (z Kujawiakiem Włocławek).
- 2005 – porażka w 1/4 finału na szczeblu woj. Kujawsko-Pomorskiego (z Toruńskim Klubem Piłkarskim).

## Ciekawostki
- W Nieszawie podczas spotkania Pucharu Polski w seniorskiej piłce w barwach Wisły Płock zadebiutował Sławomir Peszko. Mający nieco ponad 17 lat zawodnik spędził na boisku pół godziny i otrzymał żółtą kartkę. Jagiellonka Nieszawa przegrała wówczas mecz z Wisłą Płock 0:4 (28 sierpnia 2002 r. w I rundzie Pucharu Polski na szczeblu centralnym)[5].
- W trakcie sezonu 1997/1998 II ligi Jagiellonka Nieszawa występowała pod zmienioną nazwą: Włocławsko-Nieszawskie Towarzystwo Piłkarskie „Jagiellonka-Włocłavia” Włocławek[2]
- W ciągu 5 lat rozgrywek w IV lidze (1998-2003) zawodnicy z Nieszawy schodzili pokonani na własnym stadionie tylko czterokrotnie (na 83 mecze rozegrane na Stadionie Miejskim w Nieszawie)[6].
- W latach 1999–2000 Jagiellonka zaliczyła serię 50 meczów bez porażki.
- W lipcu 2002 w związku z obchodami jubileuszu 70-lecia klubu sportowego do Nieszawy przybył ówczesny prezes Polskiego Związku Piłki Nożnej Michał Listkiewicz[7].
- 6 października 1998 r. w Płocku odbyło się towarzyskie spotkanie pomiędzy reprezentacją Polski U-21 a Jagiellonką Nieszawa. Mecz zakończył się wynikiem 4:1 dla reprezentacji. W meczu z Jagiellonką zagrali tacy piłkarze jak: Wojciech Kowalewski, Arkadiusz Głowacki, Jacek Magiera, Artur Wichniarek, Kamil Kosowski.